# 1. Division (Schach) 1995/96
Die Saison 1995/96 war die 34. Spielzeit der 1. Division, der damals höchsten Spielklasse der dänischen Mannschaftsmeisterschaft im Schach. 
Der Skakklubben K41 setzte sich mit deutlichem Vorsprung an die Spitze, nur zu Beginn konnte der Vizemeister Skolernes Skakklub mithalten. Chancenlos absteigen musste die Gistrup Skakforening, während die Frage des zweiten Abstiegsplatzes erst in der letzten Runde zwischen dem späteren Absteiger Arbejdernes Skakforening af 1904 und dem SK 1934 Nykøbing geklärt wurde.
Zu den gemeldeten Mannschaftskadern siehe Mannschaftskader der 1. Division (Schach) 1995/96.

## Spieltermine
Die Wettkämpfe wurden ausgetragen am 5., 18. und 19. November 1995, 14. Januar 1996, 4. Februar 1996 sowie am 16. und 17. März 1996. Die zweite und dritte Runde wurden zentral in Lyngby gespielt, die beiden letzten Runden in Århus und die übrigen dezentral bei den beteiligten Vereinen.

## Abschlusstabelle
| Pl. | Verein                           | Sp | G | U | V | Brett-P.  | MP   |
| --- | -------------------------------- | -- | - | - | - | --------- | ---- |
| 01. | Skakklubben K41                  | 7  | 7 | 0 | 0 | 41,5:14,5 | 14:0 |
| 02. | Skolernes Skakklub               | 7  | 4 | 1 | 2 | 35,0:21,0 | 9:5  |
| 03. | Espergærde Skakklub              | 7  | 2 | 4 | 1 | 28,5:27,5 | 8:6  |
| 04. | Skakklubben Sydøstfyn            | 7  | 3 | 2 | 2 | 27,0:29,0 | 8:6  |
| 05. | Århus Skakklub                   | 7  | 3 | 1 | 3 | 27,0:29,0 | 7:7  |
| 06. | SK 1934 Nykøbing                 | 7  | 1 | 3 | 3 | 24,5:31,5 | 5:9  |
| 07. | Arbejdernes Skakforening af 1904 | 7  | 1 | 2 | 4 | 22,0:34,0 | 4:10 |
| 08. | Gistrup Skakforening             | 7  | 0 | 1 | 6 | 18,5:37,5 | 1:13 |

### Entscheidungen
|  | Dänischer Mannschaftsmeister: Skakklubben K41                                        |
|  | Absteiger in die 2. Division: Arbejdernes Skakforening af 1904, Gistrup Skakforening |

### Kreuztabelle
| Ergebnisse | Ergebnisse                       | 01. | 02. | 03. | 04. | 05. | 06. | 07. | 08. |
| ---------- | -------------------------------- | --- | --- | --- | --- | --- | --- | --- | --- |
| 01.        | Skakklubben K41                  |     | 4½  | 6½  | 4½  | 6   | 6   | 7½  | 6½  |
| 02.        | Skolernes Skakklub               | 3½  |     | 4   | 7   | 3½  | 5½  | 5   | 6½  |
| 03.        | Espergærde Skakklub              | 1½  | 4   |     | 4   | 6   | 4   | 4   | 5   |
| 04.        | Skakklubben Sydøstfyn            | 3½  | 1   | 4   |     | 4   | 4½  | 5   | 5   |
| 05.        | Århus Skakklub                   | 2   | 4½  | 2   | 4   |     | 3½  | 5½  | 5½  |
| 06.        | SK 1934 Nykøbing                 | 2   | 2½  | 4   | 3½  | 4½  |     | 4   | 4   |
| 07.        | Arbejdernes Skakforening af 1904 | ½   | 3   | 4   | 3   | 2½  | 4   |     | 5   |
| 08.        | Gistrup Skakforening             | 1½  | 1½  | 3   | 3   | 2½  | 4   | 3   |     |

## Die Meistermannschaft
| 1. | Skakklubben K41 |
| Abgebildet sind sechs Schachfiguren. In Weiß: König, Läufer und Bauer. In Schwarz: Dame, Turm und Springer. | Henrik Danielsen, Lars Schandorff, Bjørn Brinck-Claussen, Flemming Fuglsang, Roland Greger, Jacob Aagaard, Steen Clausen, Eric Brøndum. |